# Phantom's Revenge
Phantom's Revenge (eerder Steel Phantom) is een stalen achtbaan in het Amerikaanse attractiepark Kennywood.

## Geschiedenis
In 1991 werd de door Arrow Dynamics gebouwde hypercoaster geopend. Bij opening was Steel Phantom de snelste achtbaan ter wereld met 130 km/h en de enige hypercoaster met inversies. In 2000 werd bekendgemaakt dat de achtbaan zou sluiten om plaats te maken voor een nog spectaculairdere attractie. De reden die gegeven werd voor de sluiting was het erg ruwe tweede deel van de rit. De inversies (Looping, Batwing, Kurkentrekker) waren uitermate ruw, doordat de trein op hoge snelheid hierdoorheen reed. Dit zorgde voor veel ruwheid en grote oncomfortabele krachten. Kennywood probeerde dit op te lossen door remmen te plaatsen voor de looping, maar dit mocht niet baten. De bezoekers reageerden wisselend op het besluit, maar de meeste mensen vonden het jammer dat Steel Phantom het park zou verlaten. Kennywood ontving zelfs enkele dreigbrieven van fans. Daarom werd gekozen voor een renovatie in plaats van verwijdering van de achtbaan. Op 4 september 2000 werd Steel Phantom gesloten om daarna gerenoveerd te worden door Morgan Manufacturing. Hierbij werden onder andere de inversies verwijderd. Ook werd de tweede afdaling langer gemaakt en werden er nieuwe treinen geïnstalleerd. De naam veranderde van Steel Phantom in Phantom's Revenge.
Na de aanpassingen nam de snelheid van de achtbaan toe, waarna Phantom's Revenge even snel is geworden als Goliath in Six Flags Magic Mountain en Titan in Six Flags Over Texas.

## Galerij

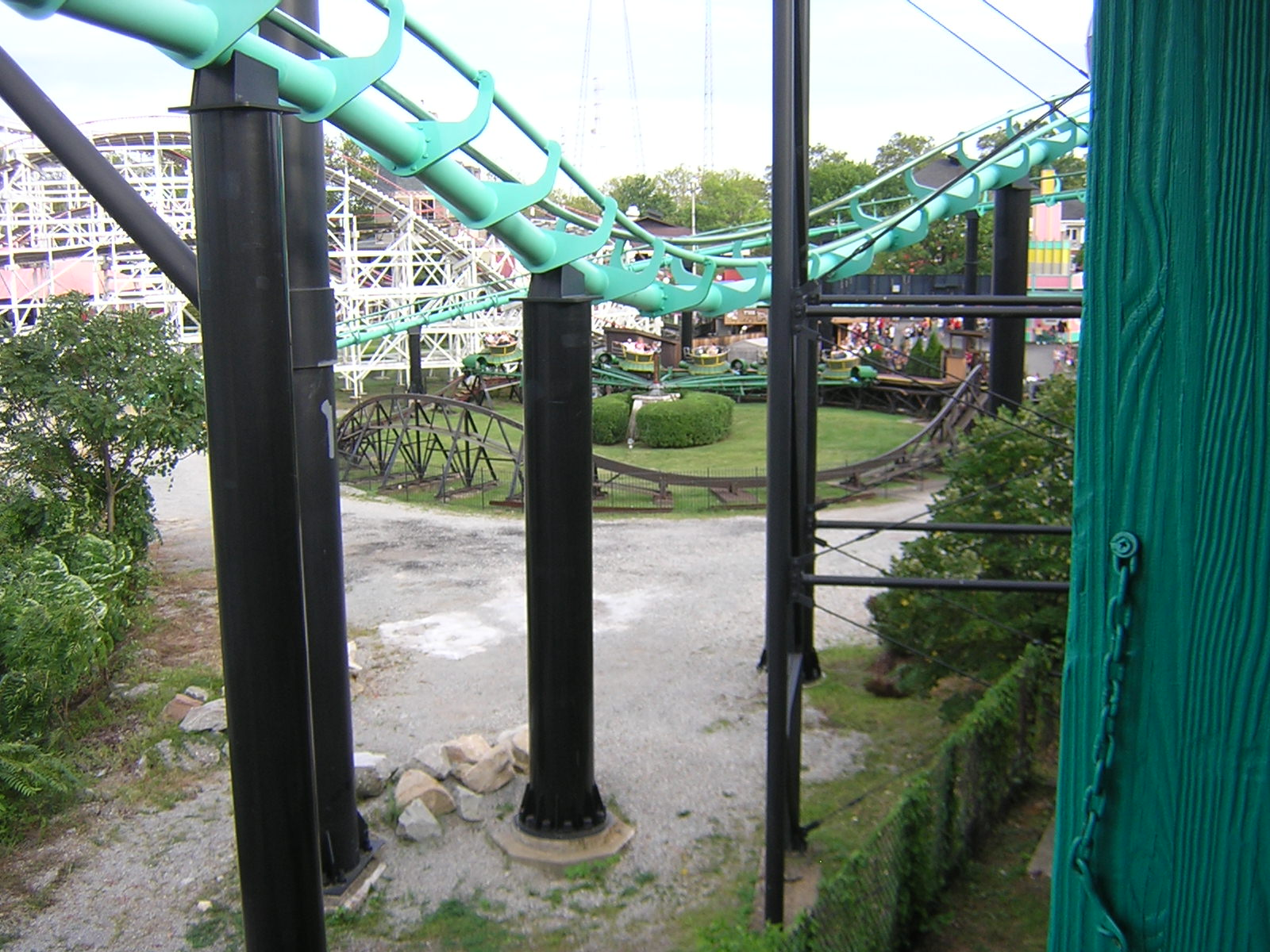
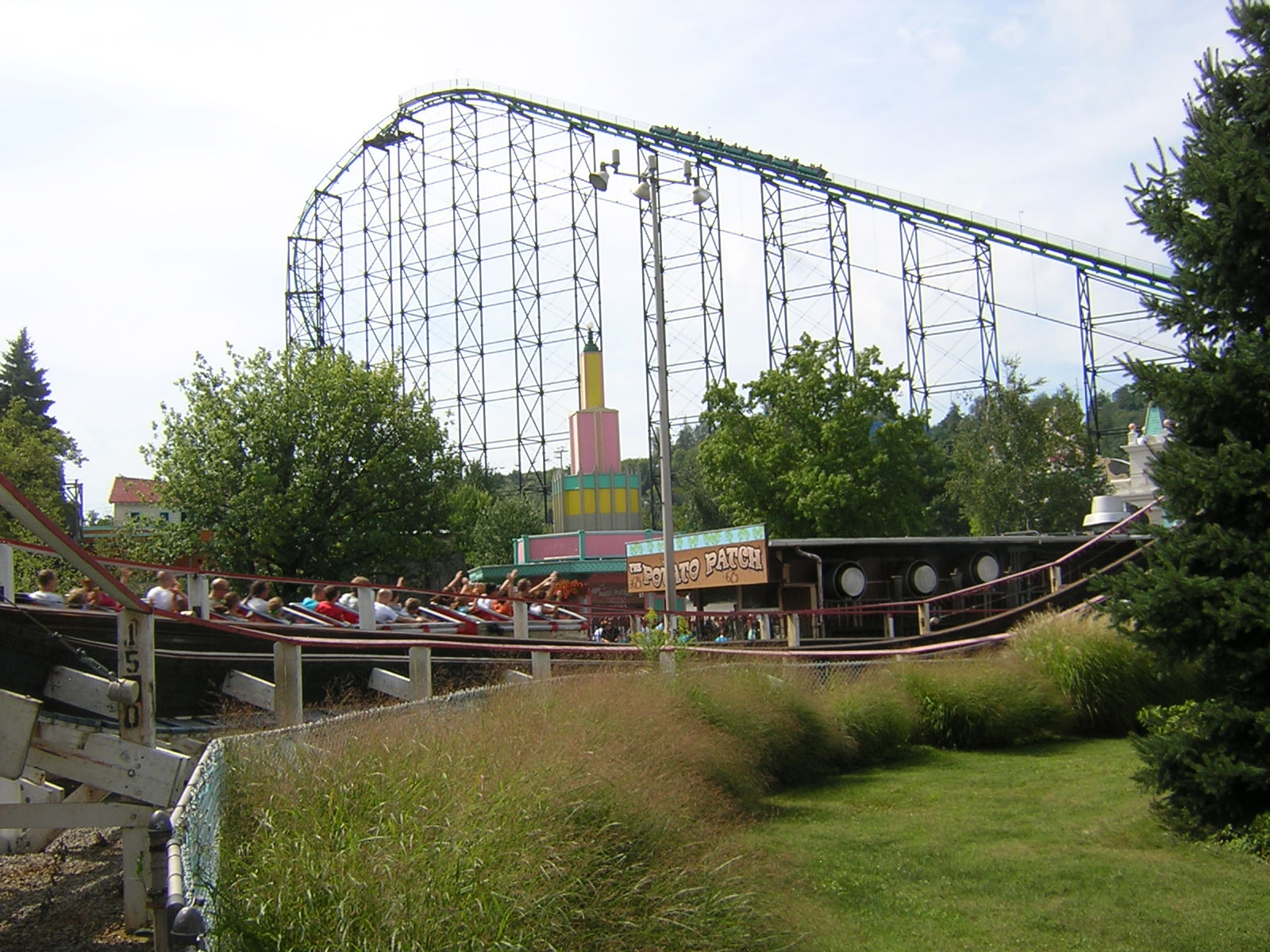